# Jagrovac
Jagrovac is een plaats in de gemeente Vojnić in de Kroatische provincie Karlovac. De plaats telt 16 inwoners (2001).